# Giovanni Antona Traversi
Giovanni Antona Traversi (Sale, 21 febbraio 1824 – Napoli, 5 dicembre 1900) è stato un politico italiano.

## Biografia
Fu Deputato del Regno d'Italia per 4 legislature X, XI, XII e XIII, militando nella Sinistra costituzionale.
Laureato in Giurisprudenza, non esercitò mai la professione forense.
Era il padre di Giannino Antona Traversi, Senatore del Regno d'Italia dal 1929 sino alla morte.